# Bethel, Alaska
Bethel är en stad (city) i Bethel Census Area i delstaten Alaska i USA. Staden är belägen i västra delen av delstaten i floderna Yukon och Kuskokwims deltaområde, cirka 640 kilometer väster om delstatens största stad Anchorage. Bethel hade 6 325 invånare, på en yta av 129,78 km² (2020).
Den 19 februari 1997 ägde en skolmassaker rum på Bethel Regional High School när den då 16-årige Evan Ramsey sköt ihjäl sin rektor samt en skolkamrat.